# Hervé Boussard
Hervé Boussard (Pithiviers, 8 maart 1966 – Lésigny (Seine-et-Marne) 26 juni 2013) was een Frans wielrenner.
Boussard won een bronzen medaille op de Olympische Spelen van 1992 in het onderdeel ploegentijdrit. Midden jaren negentig was hij enige jaren prof, zonder opvallende resultaten te boeken. Na zijn loopbaan werd hij trainer van diverse jeugdteams.